# Nemeritis flexicauda
Nemeritis flexicauda är en stekelart som först beskrevs av André Seyrig 1928.  Nemeritis flexicauda ingår i släktet Nemeritis och familjen brokparasitsteklar. Inga underarter finns listade i Catalogue of Life.